# Diocesi di Bagdogra
La diocesi di Bagdogra (in latino Dioecesis Bagdograna) è una sede della Chiesa cattolica in India suffraganea dell'arcidiocesi di Calcutta. Nel 2022 contava 59.622 battezzati su 1.189.838 abitanti. È retta dal vescovo Paul Simick.

## Territorio
La diocesi comprende la parte meridionale della suddivisione di Siliguri, che è una parte del distretto di Darjeeling nello stato indiano del Bengala Occidentale.
Sede vescovile è la città di Bagdogra, dove si trova la cattedrale del Buon Pastore.
Il territorio si estende su 1.110 km² ed è suddiviso in 20 parrocchie.

## Storia
La diocesi è stata eretta il 14 giugno 1997 con la bolla Cunctae catholicae Ecclesiae di papa Giovanni Paolo II, ricavandone il territorio dalla diocesi di Darjeeling.

## Cronotassi dei vescovi
Si omettono i periodi di sede vacante non superiori ai 2 anni o non storicamente accertati.
- Thomas D'Souza (14 giugno 1997 - 12 marzo 2011 nominato arcivescovo coadiutore di Calcutta)
  - Sede vacante (2011-2015)
- Vincent Aind (7 aprile 2015 - 30 dicembre 2023 nominato arcivescovo di Ranchi)
- Paul Simick, dal 9 novembre 2024

## Statistiche
La diocesi nel 2022 su una popolazione di 1.189.838 persone contava 59.622 battezzati, corrispondenti al 5,0% del totale.
| anno | popolazione | popolazione | popolazione | presbiteri | presbiteri | presbiteri | presbiteri                | diaconi | religiosi | religiosi | parrocchie |
| anno | battezzati  | totale      | %           | numero     | secolari   | regolari   | battezzati per presbitero | diaconi | uomini    | donne     | parrocchie |
| ---- | ----------- | ----------- | ----------- | ---------- | ---------- | ---------- | ------------------------- | ------- | --------- | --------- | ---------- |
| 1999 | 40.214      | 630.876     | 6,4         | 29         | 15         | 14         | 1.386                     |         | 22        | 104       | 14         |
| 2000 | 43.576      | 662.846     | 6,6         | 32         | 16         | 16         | 1.361                     |         | 23        | 111       | 14         |
| 2001 | 45.560      | 693.426     | 6,6         | 32         | 16         | 16         | 1.423                     |         | 23        | 123       | 15         |
| 2002 | 46.978      | 718.264     | 6,5         | 36         | 17         | 19         | 1.304                     |         | 29        | 134       | 15         |
| 2003 | 47.532      | 750.000     | 6,3         | 39         | 19         | 20         | 1.218                     |         | 30        | 134       | 15         |
| 2004 | 47.956      | 800.000     | 6,0         | 40         | 19         | 21         | 1.198                     |         | 27        | 136       | 16         |
| 2006 | 48.557      | 890.000     | 5,5         | 48         | 22         | 26         | 1.011                     |         | 36        | 139       | 16         |
| 2012 | 53.114      | 1.002.000   | 5,3         | 56         | 26         | 30         | 948                       |         | 33        | 145       | 19         |
| 2015 | 55.865      | 1.030.000   | 5,4         | 65         | 30         | 35         | 859                       |         | 41        | 155       | 19         |
| 2018 | 59.000      | 1.050.000   | 5,6         | 66         | 30         | 36         | 893                       |         | 40        | 141       | 19         |
| 2020 | 63.900      | 1.189.838   | 5,4         | 69         | 34         | 35         | 926                       |         | 35        | 145       | 19         |
| 2022 | 59.622      | 1.189.838   | 5,0         | 79         | 39         | 40         | 754                       |         | 44        | 153       | 20         |